# Bernhard Lakebrink
Bernhard Lakebrink (* 5. August 1904 in Asseln bei Paderborn; † 7. Februar 1991 in Paderborn) war ein deutscher katholischer Philosoph thomistischer Prägung.

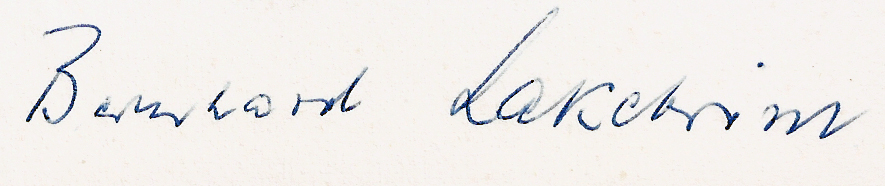
Bernhard Lakebrink. Signatur 1979

## Leben
Nach dem Abitur am Gymnasium Theodorianum in Paderborn studierte er Rechtswissenschaften und Philosophie in Bonn, München und Freiburg. Er wurde als Student Mitglied der katholischen Studentenverbindungen K.St.V. Albertia München und Germania-Hohentwiel Freiburg im KV.  Mit einer Studie über Das Wesen der theoretischen Notwendigkeit unter besonderer Berücksichtigung der Kantischen und modernen Interpretation (Natorp, Heidegger) promovierte er im Februar 1930 bei Adolf Dyroff in Bonn, um anschließend als Lehrer an verschiedenen Gymnasien des Rheinlandes, u. a. – seit 1947 – am traditionsreichen Kölner Dreikönigsgymnasium, tätig zu sein.
Durch seine mutige und wissenschaftlich kompetente Mitarbeit an den gegen Alfred Rosenberg gerichteten Studien zum Mythus des 20. Jahrhunderts (weitere Autoren: Wilhelm Neuß, Hermann Platz und Josef Steinberg) widersetzte er sich 1934 der Vereinnahmung der mittelalterlichen Philosophie und Theologie, besonders Meister Eckharts, durch die nationalsozialistische Ideologie.
Bei dem Mediävisten Josef Koch habilitierte er sich 1954 an der Universität zu Köln mit einer Arbeit zum Verhältnis von Thomismus und Hegelschem Denken.
Nach einer Gastprofessur in Münster wurde er 1959 Nachfolger von Max Müller an der Universität Freiburg. Als Ordinarius für Philosophie lehrte er dort bis zu seiner Emeritierung im Jahre 1973.
Am 29. Mai 1987 wurde er von  Kardinal Mario Luigi Ciappi zum Mitglied der Päpstlichen Römischen Akademie des Hl. Thomas und der Katholischen Religion ernannt.

## Werk
Durch Lakebrink wurde das Denken des italienischen Thomisten Cornelio Fabro (1911–1995) im deutschen Sprachraum rezipiert.
Sein Buch Klassische Metaphysik (1967) enthielt eine Kritik an Joseph Maréchal und Karl Rahner. Beide seien Vertreter eines subjektiven oder transzendentalen Idealismus, der mit dem biblischen Schöpfungsbegriff nicht zu vereinbaren sei, weil er den Menschen verabsolutiere – trotz „seiner pathetischen Vorliebe für Endlichkeit und Geschichtlichkeit des Menschen.“ Dieser Idealismus sei „die schleichende Krankheit unserer Tage“, die „heute bis tief in die einst so gefestigte Welt der katholischen Theologie eingebrochen ist und hier eine Atmosphäre der Unsicherheit und Gefährdetheit schuf, deren Ende ... noch nicht abzusehen ist.“ Mit Thomas von Aquin und Hegel argumentierte Lakebrink gegen Kant und die moderne Theologie. "Die unübertreffliche Kritik Hegels" am Idealismus Kants sei in der modernen Theologie "offenbar niemals angekommen, sonst wäre es nicht möglich gewesen, dass jener paradoxe Versuch unternommen wurde, den klassischen Thomismus in die dünne Luft des Kantianismus zu transponieren, die hl. Metaphysik des hl. Thomas von Aquin dem transzendentalen Kritizismus buchstäblich aufzuopfern." Lakebrink ging es um eine Metaphysik, die sich niemals wandelt, denn ihre "Wahrheit ist zu zeitlos, als dass sie geschichtlich irgendwie verwundbar wäre." Die Theologie habe die Aufgabe, den Schatz der Dogmen "trotz aller Widrigkeit der Zeiten aus den Wassern der Geschichte heraus- und über sie emporzuhalten, damit sie ihn intakt und ungeschmälert" bis zum Jüngsten Tag "herüberrette". Lakebrink betont den Vorrang der Ungeschichtlichkeit vor der Geschichtlichkeit, den Vorrang der "Unzeit" vor der Zeit. Man müsse einsehen, "dass alle Geschichte nur möglich ist auf dem Boden von Ungeschichtlichkeit". "Aller Zeit wohnt als Bedingung ihrer Möglichkeit die Unzeit inne". Das "Wesenhaft-Feste in Sein und Erkennen" dürfe nicht "in die Geschichtlichkeit menschlichen Daseins hineingerissen" werden. Geschichtlichkeit und Zeitlichkeit sieht Lakebrink als Bedrohung der Wahrheit, die "über alle Geschichte und Zeitlichkeit triumphiert". Siehe dazu auch die Philosophia perennis. Die Namen "Jesus" und "Christus" werden in dem Buch kein einziges Mal genannt.
Durch Lakebrinks Habilitationsschrift wurde der von Hans Hof geprägte Terminus Thomistische Analektik (gegen Dialektik) bekannt.
Ein Schüler von Lakebrink, Peter Wacker (* 1939), war seit 1971 Professor für Philosophie an der Pädagogischen Hochschule Schwäbisch Gmünd. Ein anderer Schüler war Claus Günzler.

## Schriften
- Zum Eckehart-Problem. In: Studien zum Mythos des XX. Jahrhunderts. Köln 1934.
- Hegels dialektische Ontologie und die thomistische Analektik. Köln 1955.
- Studien zur Metaphysik Hegels. Widerlegung der Phil./Dialektik Hegels. Rombach, Freiburg 1969.
- Hegel, G. W. F., Grundlinien der Philosophie des Rechts oder Naturrecht und Staatswissenschaft im Grundrisse. Mit einer Einleitung herausgegeben von Bernhard Lakebrink. Reclam, Stuttgart 1970 (Universal-Bibliothek 8388). ISBN 3-15-008388-5
- Kommentar zu Hegels „Logik“ in seiner „Enzyklopädie“ von 1830. Alber, Freiburg, München

Band 1: Sein und Wesen. 1979. ISBN 3-495-47410-2
Band 2: Begriff. 1985. ISBN 3-495-47424-2